# جان تشارلز ماري غرينير
جان تشارلز ماري غرينير (بالفرنسية: Charles Grenier)‏ هو عالم نبات فرنسي، ولد في 4 نوفمبر 1808 في بيزنسون في فرنسا، وتوفي بنفس المكان في 9 نوفمبر 1875.